# サント＝セヴ
サント＝セヴ （Sainte-Sève、ブルトン語:Sant-Seo）は、フランス、ブルターニュ地域圏、フィニステール県のコミューン。

## 地理
郡庁所在地モルレーから3km離れている。
コミューンの面積は10平方キロメートル程度と小さく、レオン地方の花崗岩質の緩やかな台地の一部となっている。標高は約100mである（コミューンの南側で標高最高地点121m）。町は標高87mのところにある。しかし、標高はコミューンの境となっている2つの川谷、西のCoat Toulzac'h川（ペンゼ川支流。サント＝セヴとサン＝テゴネックの境界となっている）と東のペンネレ川（サント＝セヴとサン＝マルタン＝デ＝シャンとの境界となっている）では約30mである。このどちらの川にも、かつての水車が廃墟となって現在も残っている。
小さなコミューン内では、30あまりの集落、そして孤立したそれぞれの農場にほとんどの住民が散らばって暮らしてきた。居住地の分布は過去数十年で以前とは様変わりし、モルレーへの近さに関連してサント＝セヴの集落の中で強い人口凝集を引き起こした。
サント＝セヴを、レンヌからモルレーを経由してブレストへ向かうN12高速道が横切り、重要なインターチェンジが存在する。そのため陸路のアクセスが良く、県道785号線（かつての国道で、ロスコフ＝ロリアン間、モルレー＝カンペール間をつなぐ）のような別の主要道への接続が良い。町の東部をモルレー＝ロスコフ区間の鉄道が通過するが、モルレーに近すぎる場所のため鉄道駅はない。
2つの河川の急な崖の上にはいくらか森林が残っている。
町はアルモリカ地域圏自然公園に10kmほどと近く、イギリス海峡にも近い。

## 歴史
ガロ＝ローマ時代の定住地は、おそらくローマ時代にはヴィッラであった。
コミューン名は、聖テュグデュアルの妹（兄弟である説もある）、聖セヴ（sainte Sewaとのつづりもある）に由来する。この聖人は多かれ少なかれ実在か架空か判断のつかないブルターニュの聖人の1人で、カトリック教会から正式に聖人と認定されていない。5世紀から6世紀頃、こうした聖人はブリテン島からアルモリカへと渡来した。聖テュグデュアルは妹の名誉にちなんだ修道院を建てた。
11世紀のトレギエ写本によると、サント＝セヴとサン＝マルタン＝デ＝シャンの村は、ドムノネ王国のレオン司教座に含まれたpagus daudourの一部であった。1128年以降の文書ではモルレー子爵の寄進による対立に触れている。マルムーティエ修道院の修道士たちの賛意を得て、モルレー近郊に村と小修道院が建てられたのである。この寄進はサン・マルタン・ド・モルレー教区の前身となった。この教区は、サン＝マルタン＝デ＝シャンやサント＝セヴを含む農村地が含まれていた。この地区の中にはトレボンペ（Trébompé）と呼ばれる土地があった。ポンペ（Sainte Pompée）とは、聖セヴの母の名である。トレボンペにあった、聖ポンペを讃える礼拝堂は現在所在不明となっている。
フランス革命前のサント＝セヴは、レオン司教区・サン＝マルタン＝デ＝シャン教区の小教区であった。そのつづりは時代とともに変化した。Santsegue（11世紀）、Sentseguot（1128年）、Saint Scevoy（1598年）である。
サント＝セヴの人々は当時レスネヴァンのセネシャル管轄区内にあり、1789年の第三身分陳情書（fr）において2人のサント＝セヴの人物が名を連ねた。
地元の伝承では、ナポレオン・ボナパルトがサント＝セヴで生まれ、生後数ヶ月をペナンヴェルンのマノワールで過ごしたと言われている。ペナンヴェルンのマノワールは、コルス島知事でレティツィア・ラモリノ（のちにマリア・レティツィア・ボナパルトとなる）の恋人であったシャルル・ルイ・ド・マルブフ（fr）のものだったと伝わるが、実際にはマルブフの所有ではなく、いとこのルイーズ・ド・マルブフのものであった。
1854年、モルレーで発生したコレラの流行は近郊の町に伝播した。
1880年、当時まだサント＝セヴには女性の通える学校がなかった。
20世紀、農村人口流出による長い衰退の時代の後、町はモルレーとの良好な道路アクセスによって、数十年かかって回復してきている。

## 人口統計
| 1962年 | 1968年 | 1975年 | 1982年 | 1990年 | 1999年 | 2006年 | 2010年 |
| ------ | ------ | ------ | ------ | ------ | ------ | ------ | ------ |
| 347    | 318    | 525    | 745    | 842    | 787    | 866    | 871    |

参照元:1999年までEHESS、2000年以降INSEE

サント＝セヴの人口増減グラフ

## 経済
2003年以降、自治体間連合ペイ・ド・モルレーが支援を行い、20ヘクタールの面積を持つペンプラ・ビジネスエリアが、サント＝セヴのインターチェンジ近くにつくられた。